# Милан Пак
Милан Пак (Аранђеловац, 14. мај 1933) редовни професор у пензији Правног факултета у Београду.

## Биографија
Милан Пак је рођен 14. маја 1933 у Аранђеловцу од оца Јозефа, официра Војске Краљевине Југославије и мајке Станиславе. Милан је отац Станиславе Пак Станковић, бивше саветнице председника Републике Србије.
Правни факултет у Београду завршава 1956, докторирао 1959. године на тему „Аутономија воље у купопродајним уговорима са страним елементом“. Радио је као предавач на Крагујевачком и Приштинском универзитету, и Хашкој академији за међународно право. Године 1961 постављен на чело Службе за међународну правну помоћ у Секретаријату за правосуђе СФРЈ. Године 1967 постаје доцент на Правном факултету у Београду, на предмету Међународно приватно право и 1971 постаје редовни професор. Године 1981. године постављен за заменика Савезног јавног правобраниоца. Члан Међународне трговинске арбитраже у Хагу и Југословенске арбитраже, Руске арбитраже и низа ад хок арбитража широм света.
Члан Украјинске Академије духовних наука од 2007. године.

## Одабрана библиографија
- МЕЂУНАРОДНО ПРИВАТНО ПРАВО, Службени лист СРЈ. стр. 550.[3]
- СУКОБ ЗАКОНА, КРИВИЧНО, УПРАВНО, ИМОВИНСКО ПОРОДИЧНО И НАСЛЕДНО ПРАВО, СА ПРОПИСИМА РЕПУБЛИКА И ПОКРАЈИНА, УНУТРАШЊИ ПРОПИСИ, МЕЂУНАРОДНИ СУКОБ ЗАКОНА И ПРАВНИ ПОЛОЖАЈ СТРАНАЦА, Службени Лист СРЈ 400 стр. (1982).[3]
- МЕЂУНАРОДНО ПРИВАТНО ПРАВО, Научна књига, Београд, 900 СТР.[3]
- DIE PARTEI AUTONOMIE IN INTERNATIONALEN KAUFVERTRAEGEN, Martinus Nijhof, den HAAG, стр. 110[3]
- МЕЂУНАРОДНО ПРИВАТНО ПРАВО, ПАРНИЧНИ, ВАНПАРНИЧНИ И ИЗВРШНИ ПОСТУПАК СА СТРАНИМ ЕЛЕМЕНТОМ, Светозар Марковић, Београд, стр. 254.[3]
- ЗБИРКА ПРОПИСА И СУДСКИХ ОДЛУКА МЕЂУНАРОДНОГ ПРИВАТНОГ ПРАВА, Савремена администрација, Београд, стр. 382.[3]
- МЕЂУНАРОДНО ПРИВАТНО ПРАВО, ПРАВНИ ПОЛОЖАЈ СТРАНИХ ЛИЦА, СПОЉНОТРГОВИНСКА АРБИТРАЖА, I. и II. део, Научна књига, Београд, стр. 267.[3]
- МЕЂУНАРОДНО ПРИВАТНО ПРАВО III. ДЕО, коауторски рад са проф. Михаилом Јездићем, Научна књига, стр. 180.[3]
- МЕЂУНАРОДНО ПРИВАТНО ПРАВО, Номос, Београд, 380 страна.[3]
- ДЕЛИКТНА ОДГОВОРНОСТ ЗА ПРОУЗРОКОВАНУ ШТЕТУ У МЕЂУНАРОДНОМ ПРИВАТНОМ ПРАВУ, Институт за упоредно право, стр. 192.[3]